# Cuba (Illinois)
Cuba – miasto w Stanach Zjednoczonych, w stanie Illinois, w hrabstwie Fulton.